# هارلان ماربلی
هارلان ماربلی (انگلیسی: Harlan Marbley; ۱۱ اکتبر ۱۹۴۳ – ۱۳ مهٔ ۲۰۰۸) بوکسور اهل ایالات متحده آمریکا بود.